# Satz von Feit-Thompson
Der Satz von Feit-Thompson, benannt nach Walter Feit und John Griggs Thompson, ist ein Satz aus dem mathematischen Teilgebiet der Gruppentheorie.

## Formulierung des Satzes
- Jede Gruppe ungerader Gruppenordnung ist auflösbar.

In der englischsprachigen Literatur spricht man auch vom Odd-Order-Theorem.

## Bemerkungen zum Beweis
Trotz der beeindruckend einfachen Formulierung dieses Satzes sind keine zugänglichen Beweise bekannt. Der Satz wurde bereits 1911 von William Burnside vermutet, konnte aber erst 1963 von W. Feit und J. G. Thompson bewiesen werden. Der originale Beweis umfasst mehr als 250 Seiten, füllt die komplette Nummer 3 des Bandes 13 des Pacific Journal of Mathematics und ist frei verfügbar.
In der Folgezeit hat es besonders durch H. Bender und G. Glauberman einige Vereinfachungen gegeben, allerdings konnte in Bezug auf die Beweislänge bislang kein Durchbruch erzielt werden und die ursprüngliche Beweisstruktur ist im Wesentlichen unverändert geblieben. Dabei ließen sie den charaktertheoretischen Teil des Beweises außen vor, er wurde aber von Thomas Peterfalvi vereinfacht. Eine Beschreibung des Beweises findet sich im unten angegebenen Lehrbuch von D. Gorenstein.
Georges Gonthier gelang mit Kollegen nach sechsjähriger Arbeit 2012 die Verifikation des Beweises mit Coq.

## Bedeutung

### Endliche einfache Gruppen
Ist eine endliche Gruppe einfach und nicht zyklisch von Primzahlordnung, so ist die Gruppenordnung gerade. Das folgt sofort aus dem Satz von Feit-Thompson, denn eine ungerade Gruppe hat als auflösbare Gruppe einen nicht-trivialen Normalteiler oder ist zyklisch von Primzahlordnung. Da unter den abelschen Gruppen nach dem Hauptsatz über endlich erzeugte abelsche Gruppen die einfachen Gruppen genau die zyklischen Gruppen von Primzahlordnung sind, lässt sich das wie folgt umformulieren:
- Nichtabelsche einfache Gruppen haben gerade Gruppenordnung.

Diese Aussage ist äquivalent zum Satz von Feit-Thompson, denn wenn eine Gruppe nicht auflösbar ist, dann enthält jede Kompositionsreihe eine nichtabelsche einfache Gruppe und deren Ordnung ist nach Voraussetzung gerade und natürlich Teiler der Gruppenordnung, die daher auch gerade ist.
Also hat jede endliche einfache nichtabelsche Gruppe gerade Gruppenordnung und enthält damit nach dem Satz von Cauchy ein Element der Ordnung 2, eine sogenannte Involution. Die Untersuchung der Zentralisatoren solcher Involutionen ist Ausgangspunkt für die Klassifikation endlicher einfacher Gruppen.

### Satz von Schur-Zassenhaus
Nach dem Satz von Schur-Zassenhaus gibt es in einer endlichen Gruppe {\displaystyle G} mit Normalteiler {\displaystyle N}, so dass die Ordnungen von {\displaystyle N} und der Faktorgruppe {\displaystyle G/N} teilerfremd sind, eine Untergruppe {\displaystyle U} mit {\displaystyle G=NU} und {\displaystyle N\cap U=\{1\}}.
Solche Untergruppen {\displaystyle U} nennt man ein Komplement zu {\displaystyle N}. Klassisch wurde dazu folgende Eindeutigkeitsaussage bewiesen:
- Ist zusätzlich {\displaystyle N} oder {\displaystyle G/N} auflösbar, so sind je zwei Komplemente zu {\displaystyle N} konjugiert.

Mit dem Satz von Feit-Thompson kann auf die zusätzliche Auflösbarkeitsvoraussetzung verzichtet werden, denn wenn {\displaystyle N} und {\displaystyle G/N} teilerfremde Gruppenordnungen haben, muss eine dieser beiden Gruppenordnungen ungerade sein.